# Peter Msolla

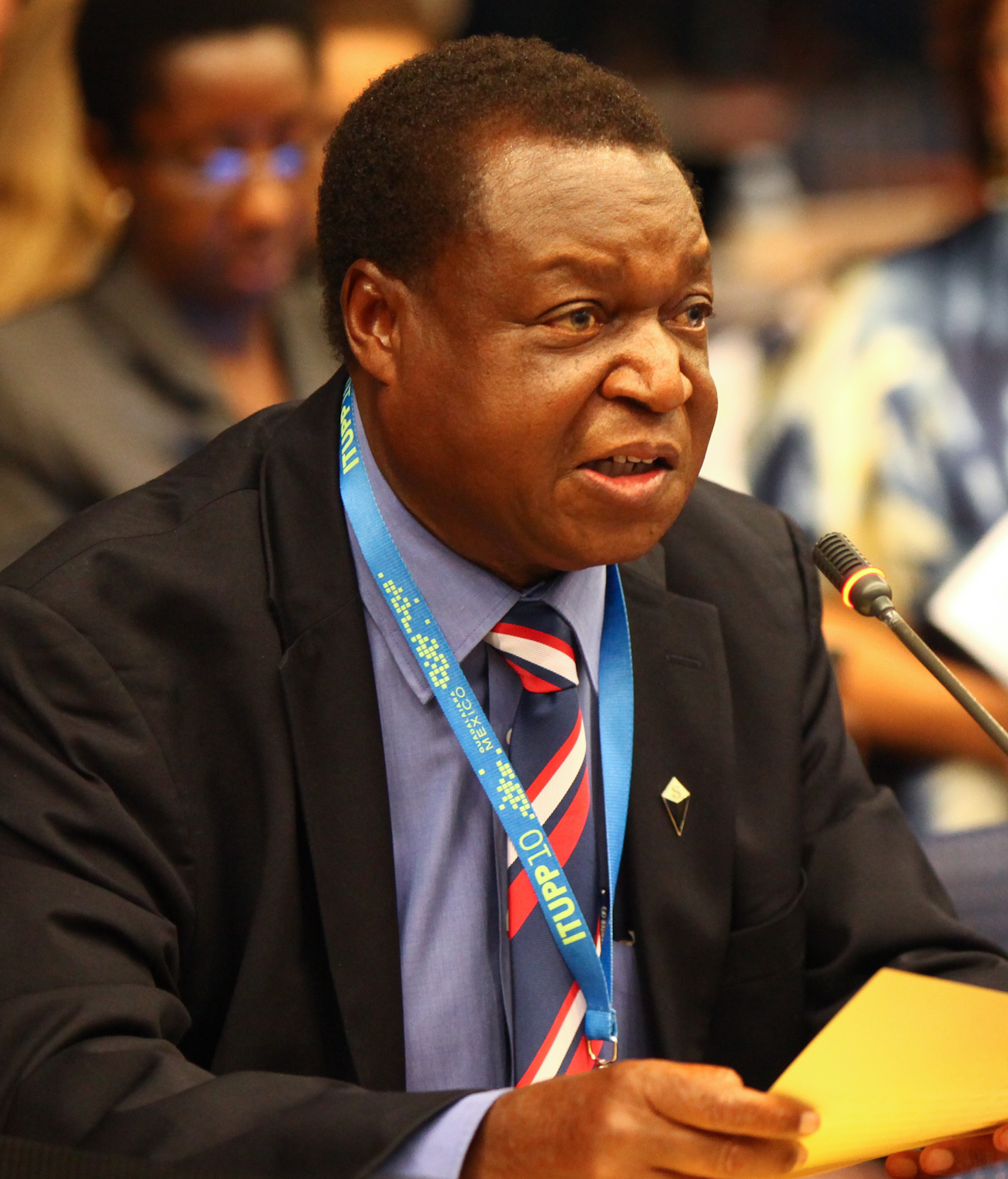
Peter Msolla (2010)

Peter Mahamudu Msolla (* 6. November 1945 in Iringa) ist ein tansanischer Tierarzt, Hochschullehrer und Politiker der Chama Cha Mapinduzi (CCM), der unter anderem zwischen 2006 und 2008 Minister für Wissenschaft, Technologie und Hochschulbildung, 2006 für einige Monate Minister für Landwirtschaft, Nahrungssicherung und Genossenschaften sowie zuletzt von 2008 bis 2010 Minister für Wissenschaft, Kommunikation und Technologie war.

## Leben

### Studium, Tierarzt und Hochschullehrer
Msolla, Sohn von Mahamudu Simsindo und Carolyne Mwamsuva Mhufu Msolla, besuchte von 1954 bis 1957 die Mazombe Primary, zwischen 1958 und 1959 die Iringa Middle School sowie von 1959 bis 1961 die Kalenga N.A. Middle School. Seine Sekundarschulbildung erhielt er zwischen 1962 und 1965 an der Malangali Secondary School sowie von 1966 bis 1967 an der Mkwawa Secondary School. 1969 begann er ein grundständiges Studium der Veterinärmedizin an der University of Nairobi (UON), das er 1972 mit einem Bachelor of Veterinary Medicine (B.V.M.) beendete. Nach seiner Rückkehr wurde er 1972 Mitarbeiter des Ministeriums für Landwirtschaft und Viehzucht und war zunächst Amtstierarzt für den Distrikt Sumbawanga sowie im Anschluss zwischen 1973 und 1975 Amtstierarzt für die Region Mbeya. 1975 begann er ein postgraduales Studium der Veterinärmedizin an der University of Edinburgh, das er 1976 mit einem Master of Veterinary Medicine abschloss. Danach war er als Doktorand an der University of Glasgow tätig, an der er 1979 einen Doctor of Philosophy (Ph.D.) erwarb.
Nach seiner Rückkehr übernahm Msolla 1980 eine Professur für Veterinärmedizin an der Sokoine University of Agriculture (SUA) in Morogoro und lehrte dort bis 2005. Daneben war er zwischen 1980 und 2005 auch stellvertretender Vizekanzler der SUA. Während dieser Zeit wurde er 1989 Fellow der Academy of Sciences for the Developing World (FTWAS) und erwarb 1990 ein Zertifikat für Biotechnologie an der Washington State University. 2004 wurde er auch Vorstandsvorsitzender des Tanzania Wildlife Research Institute (TAWIRI).

### Abgeordneter und Minister
Nach Beendigung seiner Lehrtätigkeit an der SUA 2005 begann Msolla seine politische Laufbahn, und zwar als Mitglied des Politischen Komitees der Partei der Revolution CCM (Chama Cha Mapinduzi), dem er seither angehört, sowie von 2005 bis 2010 als Mitglied des Generalrates der CCM im Distrikt Kilolo. 2005 wurde er als Kandidat der CCM erstmals zum Mitglied der Nationalversammlung gewählt, in der er bis 2015 den Wahlkreis Kilolo vertrat. Er wurde ferner 2007 Mitglied des Nationalen Exekutivkomitees (NEC) der CCM und gehörte zwischen 2007 und 2012 sowohl dem Regionalrat als auch dem Politischen Komitee der CCM in der Region Iringa als Mitglied an.
2006 übernahm Msolla im Kabinett von Premierminister Edward Lowassa den Posten als Minister für Wissenschaft, Technologie und Hochschulbildung und bekleidete dieses Ministeramt bis zum Ende von Lowassas Amtszeit am 8. Februar 2008, woraufhin Shukuru Kawambwa sein Nachfolger wurde. Im Anschluss wurde er am 13. Februar 2008 als Nachfolger von Stephen Wasira im Kabinett von Premierminister Mizengo Pinda Minister für Landwirtschaft, Nahrungssicherung und Genossenschaften und übte dieses Ministeramt bis zum 12. Mai 2008 aus. Danach fungierte er im Kabinett Pinda zwischen dem 12. Mai 2008 und November 2010 als Minister für Wissenschaft, Kommunikation und Technologie.
Msolla ist seit dem 20. Dezember 1980 mit Violet Jerrikias Ndamba verheiratet.